# Дубососнина (пам'ятка природи)
Дубососни́на — ботанічна пам'ятка природи місцевого значення в Україні. Розташована в межах Ківерцівського району Волинської області, неподалік від міста Ківерці. 
Площа 7,2 га. Статус надано згідно з рішенням облвиконкому № 226 від 31 жовтня 1991 року. Перебуває у віданні ДП «Ківерцівське ЛГ» (Ківерцівське л-во, кв. 93, вид. 5). 
Статус надано для збереження цінної ділянки сосново-дубових насаджень віком 65 років. 

## Галерея

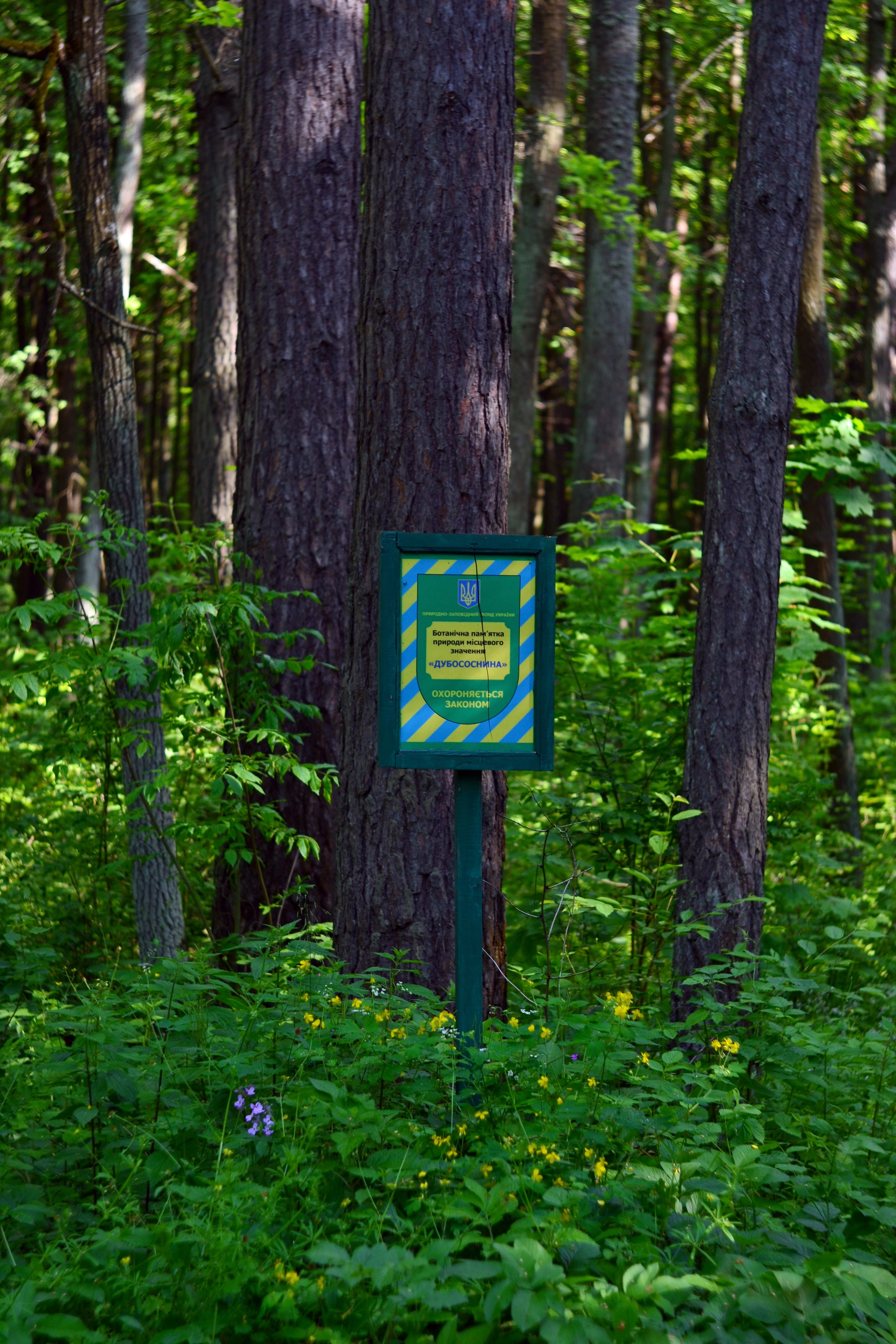
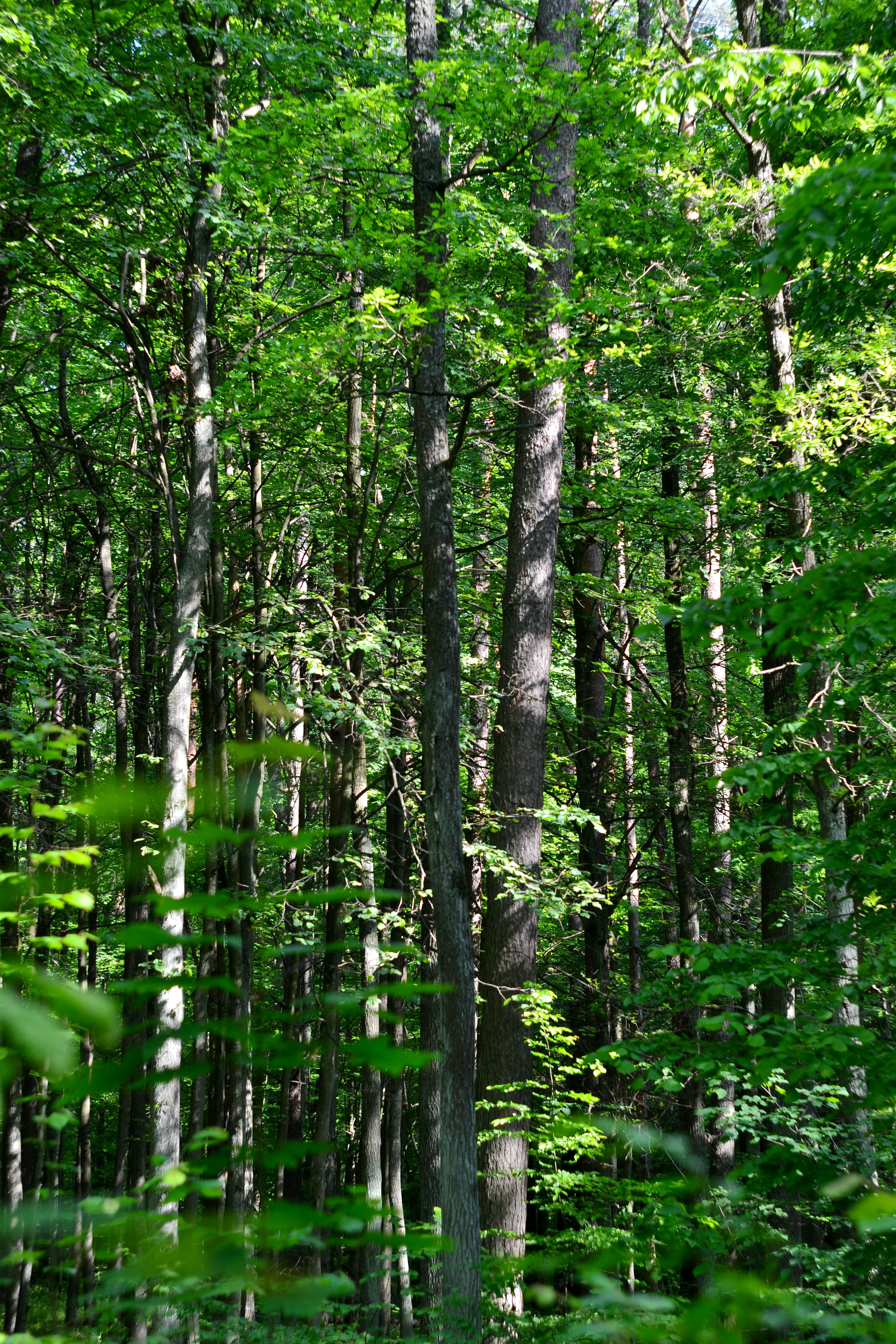
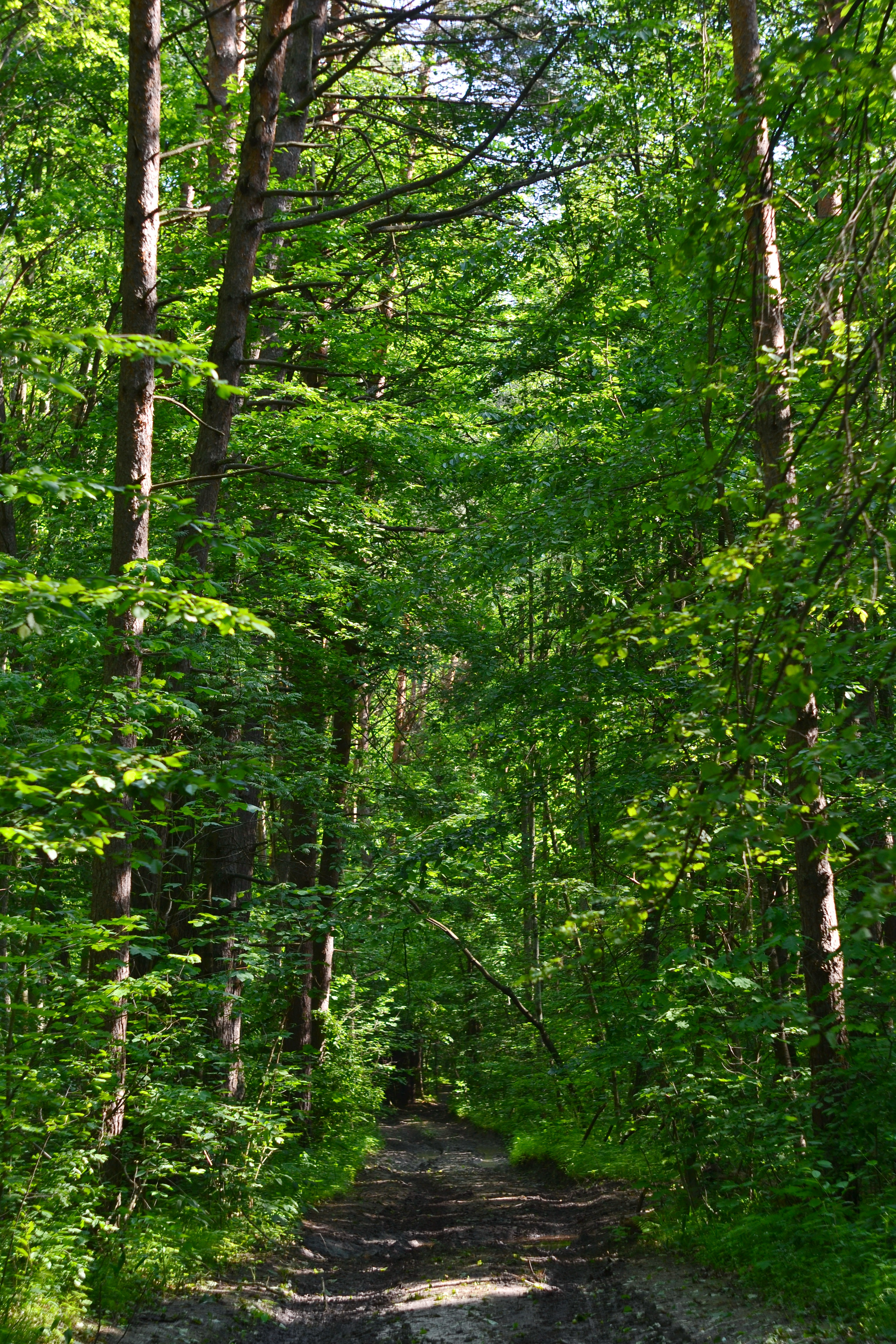
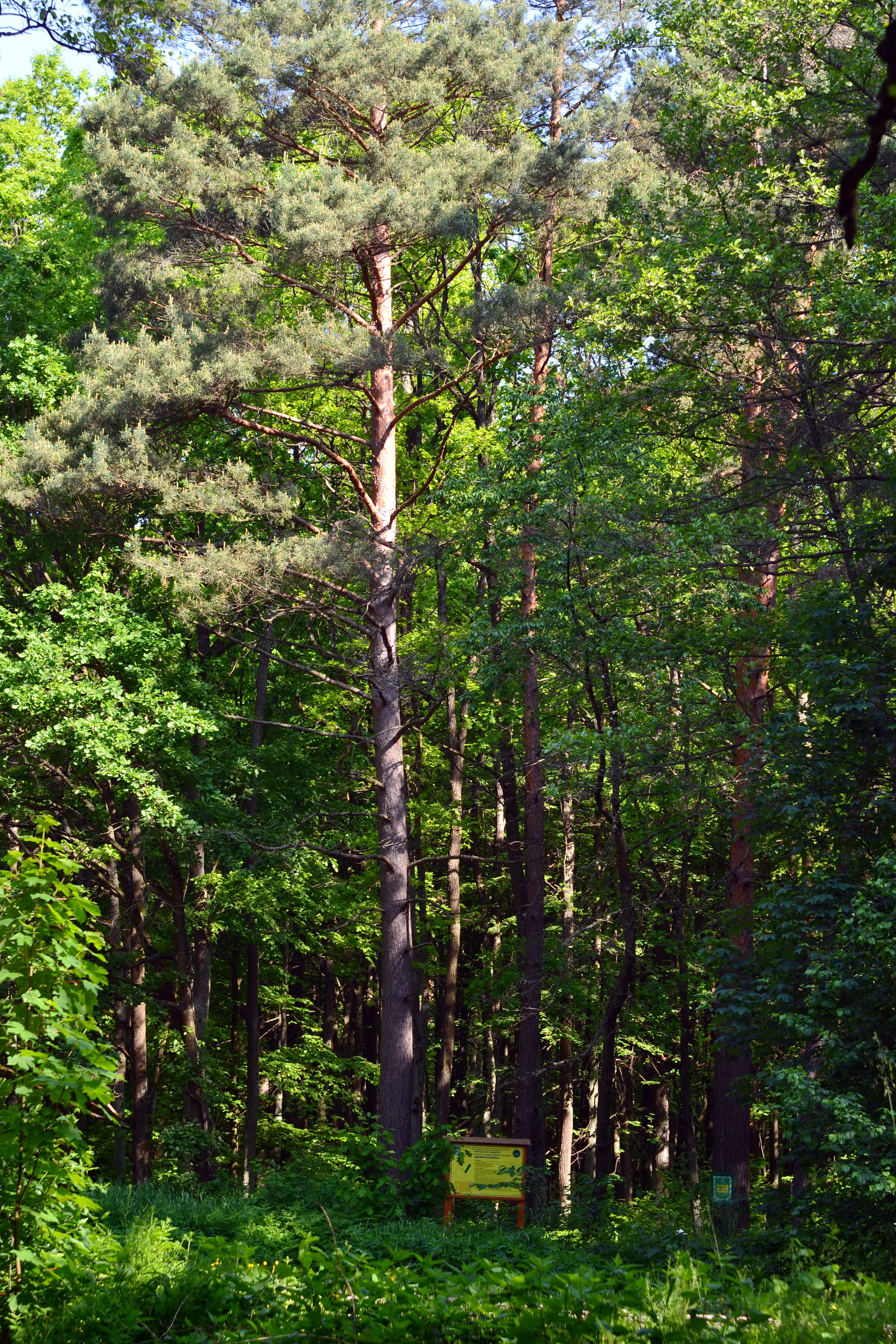